# John Curtis (politikus)
John Ream Curtis (Salt Lake City, Utah, 1960. május 10. –) amerikai politikus, 2025 óta az Egyesült Államok szenátora Utah államból. 2017 és 2025 között az állam 3. kongresszusi kerületének képviselője volt az Egyesült Államok Képviselőházában.
Salt Lake Cityben született, a Brigham Young Egyetemen végezte tanulmányait. Mielőtt megválasztották a Kongresszusba, 2000-ben demokrataként indult az állami szenátus egyik posztjáért, de csak a szavazatok harmadát kapta meg. Később Provo polgármestere volt 2010 és 2017 között. 2017. november 7-én megnyerte a rendkívüli választást Jason Chaffetz lemondása után, majd 2018-ban, 2020-ban és 2022-ben is újraválasztották. Az egyik leghatékonyabb képviselőnek számított, és a Kongresszus egyik legkönnyebben elérhető tagja.
2024-ben elindult Utah egyik szenátori posztjáért az Egyesült Államok Kongresszusába, amit korábban Mitt Romney töltött be, és a republikánus jelöltként könnyen diadalmaskodott.
Curtist a Republikánus Párt egyik mérsékelt tagjának tekintik. A Konzervatív Klímagyűlés alapítója, illetve a Republikánus Kormányzócsoport tagja. Nem támogatta Donald Trumpot a 2024-es előválasztásokon. Tekintve, hogy többek között támogatta a Respect for Marriage Act törvénycsomagot, ami a rasszok közötti és azonos neműek házasságát védte, gyakran Romneyhoz hasonlították nézeteit, bár ő maga ezt elutasította.